# قطعنامه ۱۲۳۸ شورای امنیت
قطعنامه ۱۲۳۸ شورای امنیت سازمان ملل متحد که در تاریخ ۰۷ مه ۱۹۹۹ تصویب شد، سندی بین‌المللی دربارهٔ بررسی وضعیت آنگولا است. این قطعنامه طی نشست ۳۹۹۹ام با ۱۵ رای موافق، ۰ مخالف و ۰ ممتنع تصویب شد.